# Trombocitopenia alloimmune fetale e neonatale
La trombocitopenia alloimmune fetale e neonatale (In sigla dall'inglese FNAIT o NAIT) è un disturbo del sangue che colpisce le donne in gravidanza e i loro bambini comportando una ridotta e inadeguata quantità di piastrine circolanti nel feto o nel neonato.  È una malattia causata da una incompatibilità tra le piastrine del feto e della madre che in genere si manifesta come trombocitopenia isolata grave in neonati altrimenti sani.  La FNAIT è stata riportata per la prima volta in letteratura nel 1953. È una malattia rara ma con un'incidenza relativamente alta tra i nati vivi, risultando come una tra le più prevalenti malattie rare alla nascita in Europa.  Alcuni antigeni specifici delle piastrine del feto, si presume ereditati dal padre, sono riconosciuti come estranei dal sistema immunitario della madre. Quindi il sistema immunitario della madre crea anticorpi che attaccano e distruggono le piastrine del bambino.

## Epidemiologia
La trombocitopenia o piastrinopenia quando è moderata (qualunque sia la sua causa) è spesso asintomatica e silente, La FNAIT è la causa più comune di grave piastrinopenia isolata, cioè non associata ad altre condizioni cliniche evidenti, nel feto e nel neonato. Studi prospettici hanno dimostrato che si verifica in circa 1 su 800 o 1200 nati vivi. Una coorte non selezionata di neonati ha riportato una frequenza dello 0,9% di trombocitopenia neonatale. L'eziologia immunitaria è stata dimostrata in un terzo di questi casi.  Il campionamento sistematico del sangue neonatale per una conta piastrinica è l'unico modo possibile per rilevare la trombocitopenia neonatale e per fornire una migliore gestione del bambino e delle successive gravidanze. Le stime sull'incidenza della FNAIT non sono accurate considerando che molte ricerche non distinguono la associazione con una antecedente Porpora Trombocitopenica Immune nella madre.
Su 59425 neonati sottoposti a screening in 6 ricerche, sono stati rilevati con grave trombocitopenia 89 casi (0,15%). La FNAIT è stata diagnosticata in 24 di questi 89 neonati (27%). Nel 25% di questi casi è stata riscontrata un'emorragia intracranica (in sigla dall'inglese ICH ), tutti probabilmente di origine prenatale.

## Eziologia
La FNAIT consegue all'immunizzazione materna contro antigeni piastrinici specifici del feto. L'esatto meccanismo alla base della sensibilizzazione materna rimane sconosciuto.
I tempi e il meccanismo di immunizzazione non sono noti con certezza e si ipotizza che un meccanismo diverso dalla semplice esposizione piastrinica sia necessario per spiegare l'alloimmunizzazione. Come meccanismo di immunizzazione e stato proposto che l'antigene HPA-1a non si trovi solo sulle piastrine fetali, ma anche su altre cellule fetali. Ciò potrebbe spiegare, in parte, il fatto che il numero di piastrine fetali trasferite attraverso la placenta durante la gravidanza potrebbe non essere sufficiente per produrre l'immunizzazione e che gli anticorpi anti-HPA sono raramente rilevati dopo una trasfusione allogenica. La GPIIIa (β3 integrina), la glicoproteina piastrinica che porta il polimorfismo HPA-1a/1b, è stata identificata sulla superficie del sinciziotrofoblasto villoso sia nel primo trimestre sia nella placenta a termine e la sua interazione con il sistema immunitario materno attraverso microparticelle subcellulari potrebbe essere una spiegazione plausibile. Nelle donne in gravidanza suscettibili, questa interazione potrebbe determinare una risposta immunitaria all'HPA-1, che porta allo sviluppo di alloanticorpi che attraversano la placenta e producono trombocitopenia fetale.
Uno studio prospettico ha rilevato anticorpi degli HPA a 16 settimane di gestazione in donne primipare e alla prima gravidanza. Gli alloanticorpi delle IgG materne possono attraversare la placenta già dalla 14ª settimana di gravidanza. Gli alloantigeni fetali sono pienamente espressi fin dalla 18ª settimana di gestazione. In queste circostanze, la trombocitopenia fetale (conta piastrinica inferiore a 150000/μL) può verificarsi molto presto durante la gravidanza e non vi è alcuna correzione spontanea
La FNAIT può essere considerata come una controparte piastrinica della eritoblastosi fetale. Sebbene le piastrine esprimano antigeni del leucocita umano (HLA) di Classe I e dei gruppi sanguigni AB0 sulla loro superficie, la FNAIT è principalmente dovuta a alloanticorpi diretti contro gli alloantigeni specifici delle piastrine. Un'analisi di studio prospettica ha mostrato che gli anticorpi HLA non hanno causato trombocitopenia, a meno che non vi sia un'associazione con una neutropenia.

### Alloantigeni piastrinici specifici
I cosiddetti alloantigeni piastrinici specifici, convenzionalmente definiti dalla loro presenza esclusiva in cellule prodotte dai megacariociti, hanno una frequenza fenotipica che varia tra i diversi gruppi etnici. A maggio 2018 sono stati individuati 28 diversi HPA. Le variazioni degli HPA sono generate dalla sostituzione di un singolo residuo amminoacidico e dalla eliminazione di un residuo amminoacidico dalle glicoproteine piastriniche. Tra gli alloantigeni specifici alle piastrine, l'antigene HPA-1a è la forma più comunemente coinvolta nella FNAIT nei caucasici, seguita (a una frequenza molto più bassa) da HPA-5b. Negli asiatici, La FNAIT è essenzialmente collegata al sistema HPA-4. Oltre il 95% dei casi di FNAIT confermati sierologicamente nelle familie caucasiche sono causati dall'immunizzazione materna contro antigeni appartenenti a cinque sistemi antigenici (HPA-1, -2, -3, -5 e -15) costituiti da due alleli, ciascuno dei quali è relativamente comune nella maggior parte delle popolazioni . Gli studi condotti in casi di FNAIT in cui non sono stati rilevati anticorpi materni specifici per uno di questi HPA  "comuni" hanno portato all'identificazione di mutazioni codificanti una serie di antigeni HPA meno comuni definiti in letteratura "rari" a "bassa frequenza" o "privati". Alcuni di questi sono stati descritti solo in un singolo studio. Il più immunogenico di questi sembra essere HPA-9b, trovato in circa uno su 400 individui normali. HPA-4b , HPA-6b e HPA-21b sono significativamente più comuni in Asia che nelle popolazioni caucasiche. È probabile che il numero di antigeni HPA rari identificati aumenti in futuro.
Studi retrospettivi e prospettici hanno evidenziato l'importanza dei fattori immunogenetici nello alloimmunizzazione piastrinica. L'allele HLA di classe II DRB3 * 0101 nelle madri potrebbe essere implicato nell'immunizzazione anti HPA-1a, mentre è stato riferito che l'alloimmunizzazione anti HPA-5b è associata a un cluster di molecole HLA DR, condividendo una particolare sequenza amminoacidica nella posizione 69-70 nella catena DR β 1. Una migliore comprensione della risposta immunitaria agli alloantigeni piastrinici consentirebbe una gestione appropriata delle donne in gravidanza ad alto rischio.

## Clinica
I neonati leggermente affetti possono essere asintomatici.
Nel feto, la trombocitopenia alloimmune è considerata la trombocitopenia più grave. Può verificarsi molto presto durante la gravidanza e in diversi studi l'emorragia intracranica è stato documentata prima delle 20 settimane di gestazione. Pertanto, la FNAIT deve essere considerata un potenziale fattore eziologico in tutti i casi in cui la porencefalia, la ventricolomegalia e, di fatto, qualsiasi tipo di ICH viene scoperto durante la vita fetale.
Si sospetta la FNAIT quando un neonato in buona salute, nato dopo una gravidanza e un parto senza incidenti, esibisce ematomi, petecchie o porpora diffusa alla nascita o poche ore dopo la nascita. Le emorragie viscerali, come sanguinamento gastrointestinale o ematuria, si verificano meno frequentemente. La madre è in genere sana, senza precedenti di trombocitopenia o disturbi autoimmuni. Il neonato non ha segni clinici di infezione o malformazioni. In circa il 20% di questi bambini affetti si evidenzia una emorragia intracranica (in sigla dall'inglese ICH) che porta alla morte o sequele neurologiche. La conta piastrinica è bassa alla nascita e può essere associata ad anemia, secondaria al sanguinamento. Le indagini immunologiche piastriniche confermeranno una alloimmunizzazione materna specifica.
L'immunizzazione anti HPA-1a e -3a induce una grave trombocitopenia neonatale. La FNAIT legata all'incompatibilità del HPA-5b sembra essere meno severa rispetto a quella dovuta al HPA-1a. Tuttavia, il bambino può essere asintomatico, con trombocitopenia scoperta casualmente, anche in caso di alloimmunizzazione di HPA-1a. Pertanto, la trombocitopenia neonatale inattesa o inspiegabile o l'insorgenza precoce di trombocitopenia grave sia nei neonati prematuri che in quelli a termine dovrebbe aumentare la possibilità che si tratti di FNAIT.

## Diagnosi
Il primo passo nella diagnosi è confermare la trombocitopenia isolata nel neonato e l'assenza di trombocitopenia nella madre. Il numero delle piastrine è variabile, solitamente basso alla nascita con valori inferiori a 50000/μL. L'anemia si verifica in seguito a sanguinamento.  La terapia deve essere iniziata non appena è stata fatta una diagnosi provvisoria. Eventuali difficoltà nel confermare la diagnosi non dovrebbero ritardare la terapia.
Il test prevede il rilevamento di anticorpi circolanti materni e l'identificazione dell'antigene piastrinico mirato, con determinazione del fenotipo piastrinico e del genotipo di entrambi i genitori. Se il padre è eterozigote per l'antigene considerato o se la paternità è incerta, la tipizzazione piastrinica del bambino deve essere eseguita per confermare la diagnosi. La diagnosi di FNAIT è confermata quando l'incompatibilità con l'antigene genitoriale viene riscontrata con un corrispondente anticorpo materno. Il rilevamento di anticorpi antiaggregati specifici può essere effettuato utilizzando il test di immunofluorescenza indiretta piastrinica o il test dell'antigene piastrinico di immobilizzazione dell'anticorpo monoclonale (MAIPA). La diagnosi biologica non è chiara in assenza dell'anticorpo materno o quando è coinvolto un nuovo antigene raro o privato. La diagnosi deve essere stabilita in modo inequivocabile prima di una gravidanza successiva per una migliore gestione.
La diagnosi di ICH fetale è effettuata mediante ultrasonografia e risonanza magnetica (MRI).

### Diagnosi differenziale
La maggior parte delle altre cause di trombocitopenia neonatale può essere esclusa dopo un attento esame del neonato e della storia materna.
Le principali cause diverse dalla FNAIT sono l'infezione, la trombocitopenia autoimmune, la distruzione delle piastrine correlata ad un farmaco, coagulazione intravascolare disseminata, enterocolite necrotizzante, ipersplenismo, sindrome di Kasabach-Merritt e trombosi. Le cause meno comuni includono anomalie genetiche (ad esempio, trombocitopenia congenita, disturbo piastrinico congenito), malattie infiltrative del midollo osseo (ad es. metastasi del midollo osseo, leucemia neonatale) ), o lesione da megacariociti tossici. Altre cause rare sono legate a condizioni quali: preeclampsia, danno ischemico ipossico e lesione da freddo neonatale.

### Diagnosi prenatale
Nei casi di donne già identificate come a rischio di avere o sviluppare alloimmunizzazione HPA (primo figlio con FNAIT o precedente storia di FNAIT nella famiglia), la genotipizzazione fetale può essere eseguita su villi coriali o su cellule amniotiche. La genotipizzazione fetale utilizzando DNA fetale privo di cellule sta diventando una scelta più popolare al fine di evitare la procedura invasiva, che (almeno in teoria) può aumentare il livello di anticorpi e potenzialmente la gravità della malattia.

## Trattamento
Durante il periodo trombocitopenico, il neonato è a rischio di emorragia. La gestione ottimale deve essere avviata sulla base della situazione clinica, anche prima che la diagnosi sia stata confermata da test immunologici piastrinici.
Esami ultrasuoni cranici seriali possono essere richiesti nei neonati con conta piastrinica persistentemente <50 000/μL.
Nei neonati con emorragie o conte piastriniche inferiori a 30000/μL durante le prime 24 ore di vita, il trattamento di prima scelta è la trasfusione di piastrine.
Ci sono varie opzioni disponibili per la trasfusione di piastrine. Le piastrine trasfuse devono essere compatibili con la specificità degli anticorpi materni in modo che non vengano distrutte nella circolazione del neonato, motivo per cui la madre è considerata il miglior donatore. Le piastrine devono essere prima lavate e irradiate per rimuovere gli anticorpi antipiastrinici materni e per prevenire la malattia del trapianto contro l'ospite. Lo svantaggio di questo approccio è che occorrono comunemente da 12 a 24 ore per preparare le piastrine per la trasfusione, e quindi non è usato frequentemente nella pratica clinica. Nei casi di emergenza, ad esempio se il neonato ha una grave trombocitopenia ed un'emorragia, può essere iniziata una trasfusione di piastrine da donatori casuali mentre le piastrine materne vengono processate. Un'ulteriore opzione include la somministrazione di concentrati piastrinici che sono HPA-1a-negativi / HPA-5b-negativi, ma questi non sono generalmente disponibili e sono costosi. Le immunoglobuline endovenose da sole non devono essere somministrate in questa situazione, a causa del ritardato esordio del loro effetto (18-24 ore dopo l'iniezione).
Nei neonati senza emorragia e con una conta piastrinica superiore a 30000/μL è richiesto un attento monitoraggio fino al raggiungimento di un numero adeguato di piastrine. Di solito, la trasfusione piastrinica non è necessaria, in quanto il conteggio delle piastrine aumenta rapidamente. In alternativa, in caso di grave calo della conta piastrinica, si deve considerare la gestione descritta con conte piastriniche inferiori a 30000/μL. In alcuni casi, è possibile utilizzare IgG per via endovenosa (1g/kg/ die per 2 giorni) per aumentare il numero delle piastrine.

## Prognosi
L'esito dipende dalla gravità della trombocitopenia alla nascita e dalla tempestività della diagnosi e del trattamento. In assenza di gravi sanguinamenti, la prognosi è in genere favorevole e la conta piastrinica generalmente migliora entro 8 o 10 giorni.
Se si è verificata una emorragia intracranica, alcuni studi retrospettivi riportano una mortalità del 10% e un tasso del 20% di sequele neurologiche.